# Circo de pulgas

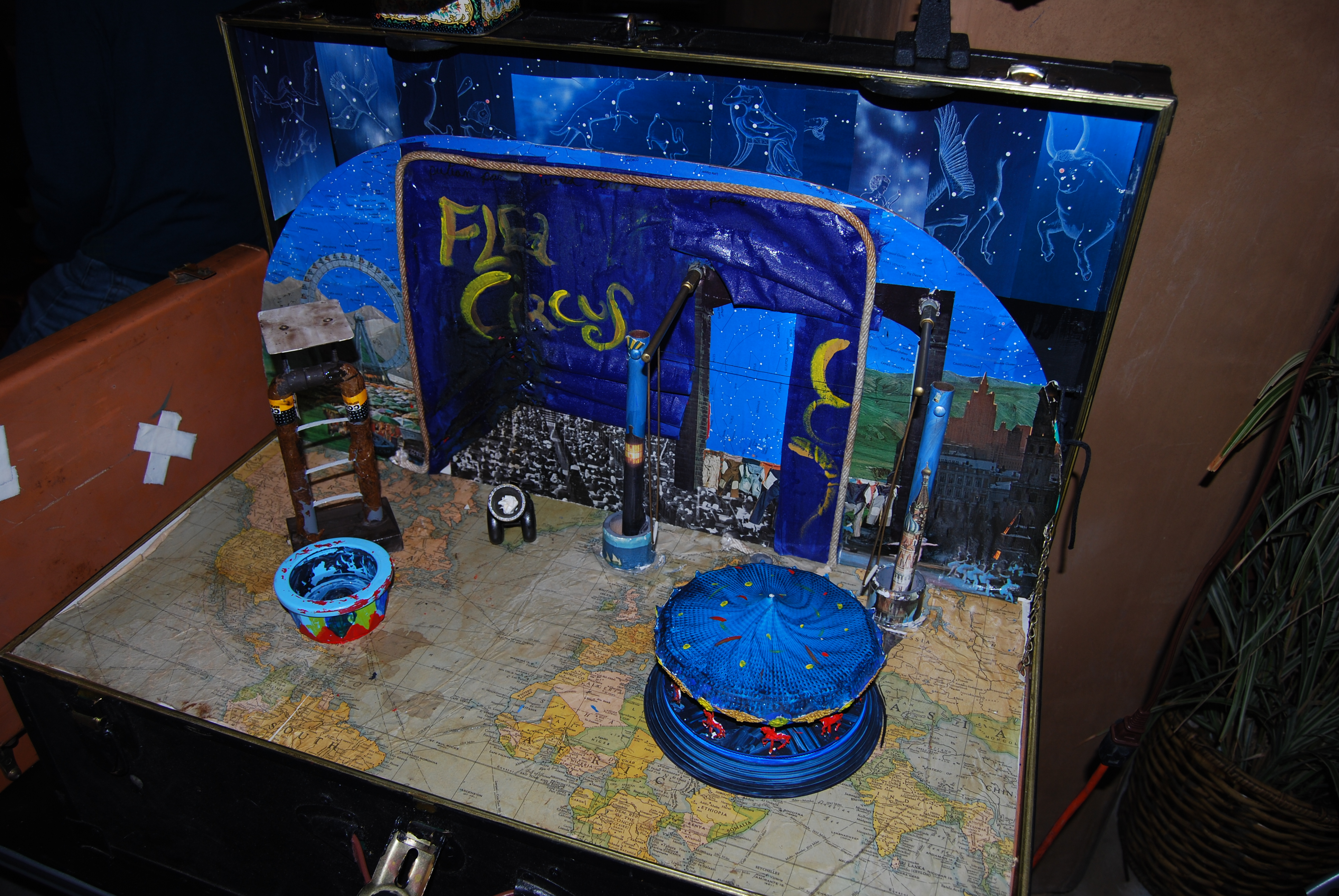
Circo de pulgas en San Diego, Estados Unidos.

El circo de pulgas es un espectáculo circense donde las actuantes son las pulgas. La complejidad de su entrenamiento y el asombro del público se debe a la diminuta longitud de estos insectos (de 1,5 a 3,3 mm de largo), teniendo que utilizar en muchos casos lentes de aumento. Antiguamente estos espectáculos gozaban de una gran popularidad.

## Historia
La primera referencia data de 1578, cuando un herrero londinense llamado Mark Scaliot realizó una exhibición atando una diminuta cadena de oro alrededor del cuello de una pulga. En 1833 se publica el libro Historia de una pulga, de Louis Bertolotto, que es el primer documento histórico que hace referencia a este tipo de shows. En 1834 hace el debut en Broadway el espectáculo The Extraordinary Exhibition of the Industrious Fleas. Poco a poco van surgiendo nuevos circos, algunos de ellos se instalan en las grandes ciudades, en calles concurridas como el Regent Street de Londres, con sesiones que llegaban a alcanzar las 10 horas diarias.
A principios del siglo XX se hace difícil encontrar shows de estas características y uno de los entrenadores más populares es Hans Mathes, que utiliza pulgas vivas y las exhibe anualmente en el concurrido festival Oktoberfest de Múnich. Paralelamente, los ilusionistas toman el relevo y en algunos casos sus circos no utilizan insecto alguno, y radican en la habilidad del artista y el uso de varios dispositivos eléctricos, magnéticos y mecánicos para convencer a la audiencia de su existencia.

## En la publicidad, cine y televisión
Debido a su diminuto tamaño, las pulgas siempre han sido un elemento perfecto para anunciar pequeños engranajes de relojería o trabajos artesanos de orfebrería. Grandes del cine han inmortalizado los diminutos circos, entre ellos Orson Welles, Charles Chaplin y Oliver Hardy. 
Muchas películas hacen referencia a estos circos:
- Limelight y el cortometraje El profesor de Charles Chaplin.
- Mr Arkain de Orson Welles.
- La ciudad de los niños perdidos, donde aparece un entrenador de pulgas.
- A Bug's Life, donde la hormiga Flick recluta una troupé circense para combatir a los temibles saltamontes.
- Parque Jurásico, en donde el propietario del parque menciona que antes tenía un circo de pulgas.
- Easy Rider, donde se puede ver de fondo el Hubert's Dime Museum ubicado en el Times Square de Nueva York, donde actuó el Profesor Heckler hasta 1957.

En los spots de televisión, grandes marcas como PlayStation o Hewlett-Packard han hecho sus campañas publicitarias en torno a los circos de pulgas.

## Libros
- Jay's Journal of Anomalies, ISBN 1-59372-000-9
- Wild Tigers & Tame Fleas, de William Ballantine (1958)
- James Taylor’s Shocked and Amazed, Volumen 8, D. B. Denholtz, ISBN 0-940475-09-X